# Câmara dos Lordes
A Câmara dos Lordes (em inglês: House of Lords) é a câmara alta do parlamento do Reino Unido. O parlamento também inclui a Coroa britânica (rei ou rainha) e a Câmara dos Comuns. A Câmara dos Lordes não tem um número determinado de membros, mas em julho de 2023 conta com 781 lordes. Ela é um corpo não eleito, formado por 2 arcebispos e 24 bispos da Igreja Anglicana (Lordes Espirituais), e 766 membros da nobreza britânica (Lordes Temporais). Os Lordes Espirituais mantêm-se no cargo enquanto ocuparem suas funções eclesiásticas, enquanto os Lordes Temporais são vitalícios. Os membros da Casa dos Lordes são às vezes chamados Lordes do Parlamento.
A Câmara dos Lordes foi estabelecida no século XIV. Foi abolida em 1649 pelo governo revolucionário que tomou o poder durante a Guerra Civil Inglesa, mas foi restaurada em 1660. A Casa dos Lordes era mais poderosa que a eleita Casa dos Comuns. Porém, desde o século XIX, os poderes da Casa dos Lordes começaram a declinar: atualmente, a casa superior é muito menos relevante do que sua contraparte eleita. Sob os atos do parlamento (instituídos em 1911 e em 1949), toda legislação, excluindo as "contas monetárias" (mas incluindo o orçamento), aprovada pela Câmara dos Comuns poderia ser adiada por doze meses, mas não poderia ser vetada. Esse poder é chamado de veto suspensivo na Ciência Política. Reformas foram decretadas sob o ato da Câmara dos Lordes de 1999, que removeu o direito hereditário automático dos nobres de ocupar a casa superior. Um número pequeno de lordes retém assentos porque ocupam cargo de Oficiais de Estado, e outros 92 foram eleitos como pares representativos. Mais reformas são contempladas pelo último governo trabalhista, mas nenhuma foi ainda aprovada por lei.
Além de executar funções legislativas, a Câmara dos Lordes mantinha até 1 de outubro de 2009 alguns poderes judiciais: ela era a mais alta corte de apelação para a maioria dos processos no Reino Unido. Estas funções judiciais não eram executadas por toda a câmara, mas por um grupo de membros com experiência legal conhecidos como Lordes da Lei. A Câmara dos Lordes não era a única corte de último recurso no Reino Unido; em alguns casos, esse papel era cumprido pelo Muito Honorável Conselho Privado de Sua Majestade. O ato da reforma constitucional 2005 transferiu as funções judiciais dos lordes à Suprema Corte do Reino Unido.
Assim como a Casa dos Comuns, a Câmara dos Lordes reúne-se no Palácio de Westminster.

## História
O parlamento desenvolveu-se a partir do conselho que auxiliava o rei durante a Idade Média. Este conselho real era composto por eclesiásticos, nobres e dos representantes dos condados. Considera-se frequentemente como primeiro parlamento o  "Parlamento Modelo" (composto em 1295), que incluía arcebispos, bispos, abades, condes, barões, e representantes dos condados e municípios. O poder do parlamento cresceu lentamente, mudando de acordo com que a força da monarquia crescesse ou diminuísse. Por exemplo, durante a maior parte do reinado de Eduardo II a nobreza era mais influente, a coroa era fraca e os representantes de condados e municípios eram inteiramente desprovidos de poder. Em 1322, a autoridade do parlamento foi reconhecida pela primeira vez não somente por concessão real, mas por estatuto de autoridade, promulgado pelo próprio parlamento. Novos desenvolvimentos ocorreram durante o reinado do sucessor de Eduardo II, Eduardo III. Foi durante este reinado que o parlamento se dividiu oficialmente entre duas câmaras distintas: a Câmara dos Comuns (constituída pelos representantes dos condados e municípios e) e a Câmara dos Lordes (constituída pelo alto clero e pela nobreza). A autoridade do Parlamento continuou a crescer e, no início do século XV, ambas as casas já exerciam poderes duma extensão jamais vista. A Câmara dos Lordes era muito mais poderosa que a dos Comuns, devido à grande influência dos aristocratas e dos prelados do reino.

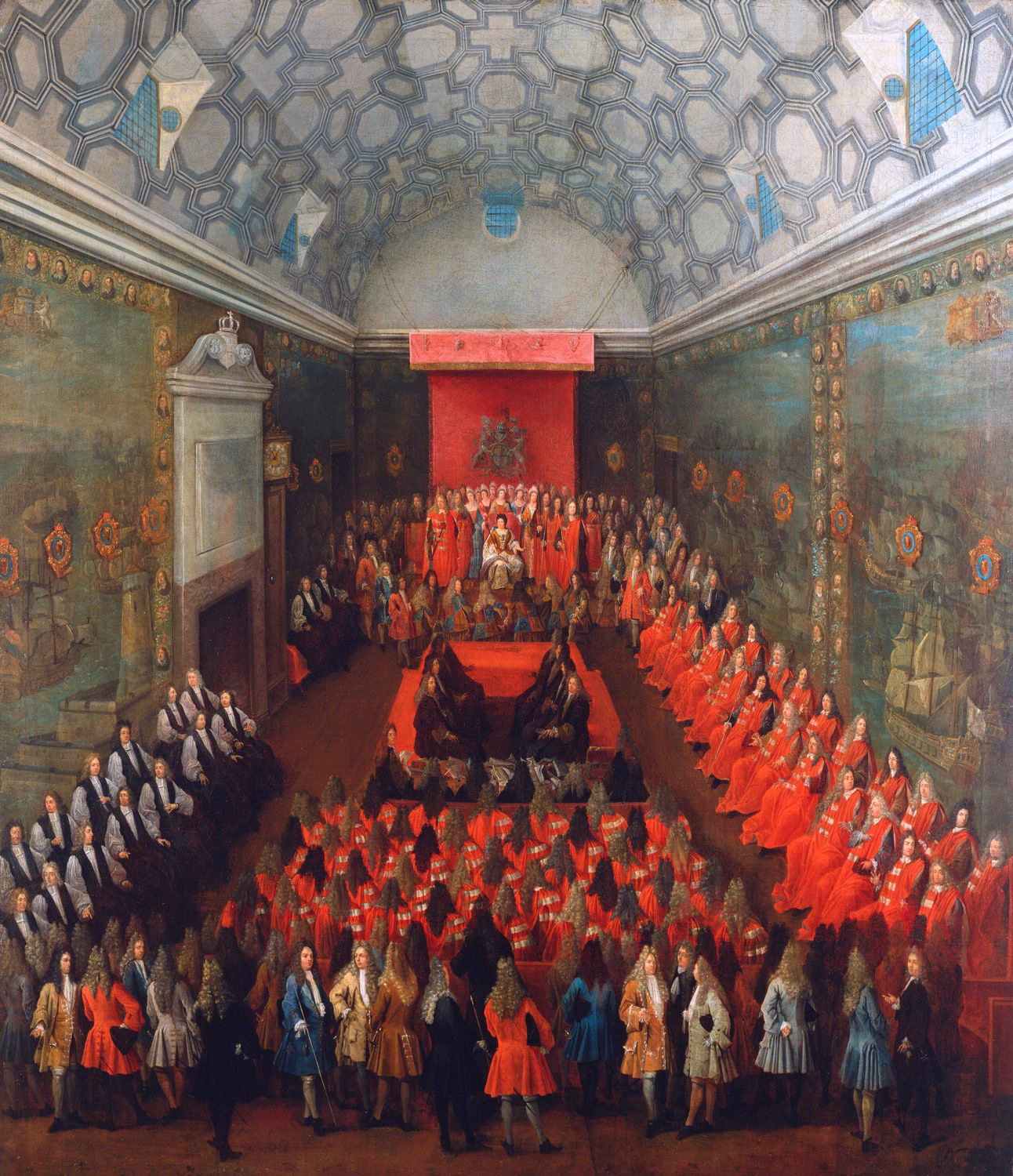
Ana I da Grã-Bretanha na Câmara dos Lordes.

O poder da nobreza sofreu um colapso devido às guerras civis do fim do século XV, conhecidas como Guerra das Rosas. Grande parte da nobreza foi dizimada no campo de batalha ou executada por ter participado da guerra, e muitas propriedades aristocráticas foram tomadas pela coroa. Além disso, o feudalismo estava morrendo, e os exércitos feudais controlados pelos barões tornaram-se obsoletos. A coroa restabeleceu facilmente sua soberania absoluta sobre o reino. A dominação da realeza continuou a crescer durante os reinados da casa de Tudor. A coroa atingiu o auge de seu poder durante o reinado de Henrique VIII.
A Câmara dos Lordes permanecia mais poderosa do que a Câmara dos Comuns, mas a câmara baixa continuava a ganhar espaço. No século XVII os conflitos entre o rei e o Parlamento (a maior parte deles com a Câmara dos Comuns) levaram  à Guerra Civil Inglesa. Em 1649, após a derrota e a execução do rei Charles I, uma república (a Commonwealth of England) foi declarada, mas a nação era na verdade uma ditadura sob governo de Oliver Cromwell. A Câmara dos Lordes se tornou um órgão quase irrelevante, com Cromwell e seus apoiadores da Câmara dos Comuns controlando o governo. Em 19 de março de 1649, a Câmara dos Lordes foi abolida por um ato do Parlamento, que declarava que "Os comuns da Inglaterra julgam por experiência demasiada longa que a Câmara dos Lordes é inútil e perigosa ao povo da Inglaterra." A Câmara dos Lordes só foi restaurada quando o Parlamento da Convenção se reuniu em 1660 e a monarquia foi restaurada. Voltou a ser então a Câmara mais poderosa do Parlamento, e assim continuou até o século XIX.
O século XIX foi marcado por diversas mudanças na Câmara dos Lordes. A câmara, que já havia se constituído de apenas 50 membros, foi ampliada pelo liberalismo de George III e seus sucessores ao conceder títulos de nobreza. Assim a influência individual de um lorde do Parlamento diminuiu. Além disso, o poder da câmara como um todo também se reduziu, enquanto o dos comuns aumentava. Um evento notável do desenvolvimento da superioridade da câmara baixa foi a crise da reforma das contas de 1832. O sistema eleitoral da Câmera dos Comuns não era democrático: as qualificações de propriedade restringiam enormemente o tamanho do eleitorado, e algumas quotas de participação por cidade não eram revisadas fazia séculos. Cidades inteiras tais como Manchester não eram representadas por um único indivíduo sequer, enquanto Old Sarum (uma região praticamente desabitada de Salisbury) mantinha o direito de eleger dois membros. Um município pequeno estava sempre a mercê do coronelismo, com um algum proprietário rico sendo capaz de forçar a eleição de um candidato. Alguns aristocratas controlavam municípios por este método, garantindo a influência da Câmara dos Lordes sobre partes da Câmara dos Comuns.
Quando, em 1831, a Câmara dos Comuns aprovou um projeto de reformas para corrigir algumas destas anomalias, a Câmara dos Lordes rejeitou a proposta. A causa popular da reforma, entretanto, não foi abandonada pelo ministério, apesar de uma segunda rejeição do projeto pelos lordes em 1832. O primeiro-ministro Charles Grey recomendou então ao rei pressionar a oposição a aprovar o projeto criando aproximadamente 80 novos nobres, os quais seriam a favor das reformas. Guilherme IV a princípio rejeitou a reforma, que efetivamente ameaçava a oposição da Câmara dos Lordes, mas em seguida cedeu. Antes que os novos nobres fossem nomeados, entretanto, os senhores que se opuseram ao projeto admitiram a derrota, e se abstiveram de votar, permitindo a aprovação do projeto. A crise feriu a influência da Câmara dos Lordes, mas não esteve nem perto de encerrá-la. No decorrer daquele século, no entanto, o poder da casa superior experimentou reduções adicionais, e os comuns tornaram-se aos poucos o braço mais forte do Parlamento.

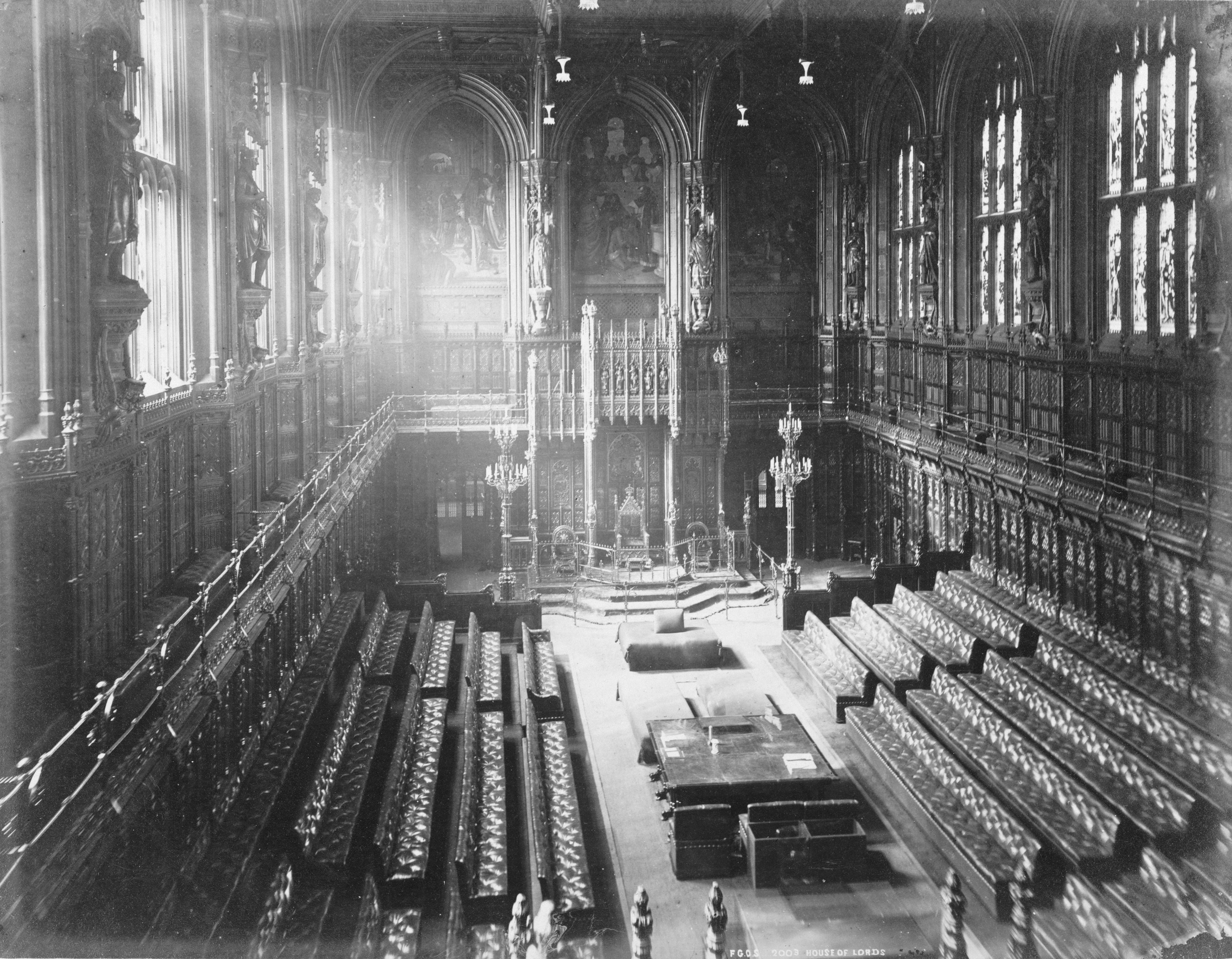
A Câmara dos Lordes na década de 1870.

O status da Câmara dos Lordes ficou em xeque novamente após a eleição de um governo liberal em 1906. Em 1908, o governo sob a liderança de Herbert Henry Asquith introduziu alguns programas de bem-estar social, que, junto com uma cara corrida armamentista contra a Alemanha, tinham forçado o governo a financiar custos através de aumento dos impostos. Em 1909, o então Chanceller de Exchequer, David Lloyd George, introduziu o "Orçamento do Povo", que propunha um novo imposto que direcionado aos latifundiários ricos. A medida não foi aprovada pela Câmara dos Lordes que era majoritariamente conservadora. Em 1910 os liberais se reelegeram. Asquith propôs então que os poderes dos lordes fossem restringidos severamente. Os trâmites do processo foram interrompidos momentaneamente pela morte do rei Edward VII, mas foram rapidamente retomados depois da ascensão do novo monarca, George V. Depois de uma eleição geral em dezembro de 1910, o governo de Asquith garantiu a passagem de um projeto para conter os poderes da Câmara dos Lordes. O primeiro-ministro propôs, e o rei concordou, que a Câmara dos Lordes poderia ser inundada pela criação de 500 novos nobres liberais se não aprovasse o projeto. (Ou seja, foi o mesmo dispositivo usado anteriormente para forçar a casa superior a consentir na passagem do Ato da Reforma de 1832.) O Ato do Parlamento 1911 entrou logo em vigor, acabando com o poder da Câmara dos Lordes de rejeitar a maioria dos projetos. Os projetos monetários (as contas que tratavam unicamente das matérias relacionadas ao rendimento e às despesas públicas, tais como o orçamento) poderiam ser suspensos pela Câmara dos Lordes por não mais que um mês, e a maioria das outros projetos por não mais que treze sessões parlamentares ou dois anos. O Ato do Parlamento 1911 não deveria ser uma solução permanente e algumas reformas mais detalhadas foram planejadas. Nenhum partido, entretanto, perseguiu a questão com muito entusiasmo, e a Câmara dos Lordes permaneceu predominantemente hereditária. Em 1949 o Ato do Parlamento foi ligeiramente modificado, de modo que o poder de suspensão dos lordes com respeito à maioria dos projetos fosse reduzido de três sessões ou dois anos para duas sessões ou um ano.
Em 1958, a natureza predominantemente hereditária da Câmara dos Lordes foi mudada pelo Ato da Nobreza de Vida 1958, que autorizava a criação de baronatos de vida (que não eram transmitidos aos descendentes), sem limite numérico. Em 1968, o governo trabalhista de Harold Wilson tentou reformar a Câmara dos Lordes introduzindo um sistema sob o qual seriam permitidos aos pares hereditários permanecer na Câmara e participar dos debates, mas não estando aptos a votarem. Esta plano, entretanto, foi derrotado pelos comuns por um pacto entre os conservadores tradicionalistas e dos membros trabalhistas que advogavam a dissolução da câmara alta. Quando Michael Foot alcançou a liderança do partido trabalhista, a abolição da Câmara dos Lordes transformou-se em parte da agenda do partido; sob o comando de Neil Kinnock, entretanto, uma câmara alta reformada foi proposta, ao invés. No ínterim, a criação de títulos hereditários (à exceção dos membros da família real) foi paralisada. A exceção da norma foi a criação de três títulos durante a administração da conservadora Margaret Thatcher, na década de 1980.

### História recente

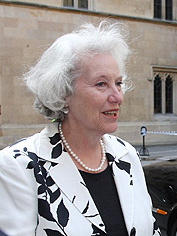
Baronesa Helene Hayman, antiga Lord Speaker da Câmara dos Lordes.

O Partido Trabalhista voltou ao poder em 1997, sob a liderança de Tony Blair, anunciando finalmente uma reforma ampla da Câmara dos Lordes. O governo de Blair introduziu uma legislação para remover todos os direitos hereditários da câmara alta como a primeira etapa da reforma. Como parte do acordo, porém, ele concordou em permitir que 92 nobres hereditários fossem mantidos até o fim das reformas. Estes nobres restantes foram destituídos pelo Ato da Câmara dos Lordes 1999.
Desde então a reforma estacou. A Comissão de Wakeham propôs a introdução de uma cota de 20% de cidadãos eleitos na Câmara dos Lordes, mas tal plano foi amplamente criticado. Um comitê foi estabelecido em 2001 para resolver a questão, mas não chegou a nenhuma conclusão e preferiu oferecer sete opções (câmara inteiramente indicada, 20% eleita, 40% eleita, 50% eleita, 60% eleita, 80% eleita e inteiramente eleita) dentre as quais o próprio parlamento escolheria uma. Numa sequencia de eleições em fevereiro de 2003 todas as opções foram rejeitadas embora a opção "80% eleita" tenha sido vetada por uma diferença de apenas três votos. O núcleo parlamentar que deseja a abolição da Câmara dos Lordes votou contra todas as propostas. Em consequência, em 2011, todos os lordes eram nomeados por indicação.
O Partido Trabalhista pretendia iniciar uma nova reforma da Câmara caso fosse reeleito (o que aconteceu em 2005). O Partido Conservador defende uma câmara 80% eleita, enquanto o Partido Liberal Democrata quer um senado integralmente eleito. Há desde 2004 uma campanha suprapartidária chamada Elect the Lords ("eleja os lordes"), uma tentativa de se obter uma câmara já majoritariamente eleita. O movimento fez um esforço na tentativa de que uma eleição para a câmara ocorresse já nas eleições de 2005, mas não obteve êxito. Um pronunciamento real feito após as eleições anunciou que "o governo levaria adiante as reformas da Câmara dos Lordes" na sessão legislativa de 2005/2006.
O jornal  britânico The Times publicou que a proposta dos trabalhistas deve ser de uma Câmara dos Lordes 80% eleita e renomeada como Second Chamber ("Segunda Câmara").
Em julho de 2023, Charlotte Owen, com 30 anos, tornou-se no membro mais jovem de sempre na câmara, proposta por Boris Johnson. Esta nomeação suscitou várias críticas, devido à idade e falta de experiência profissional da novo membro.

## Procedimentos

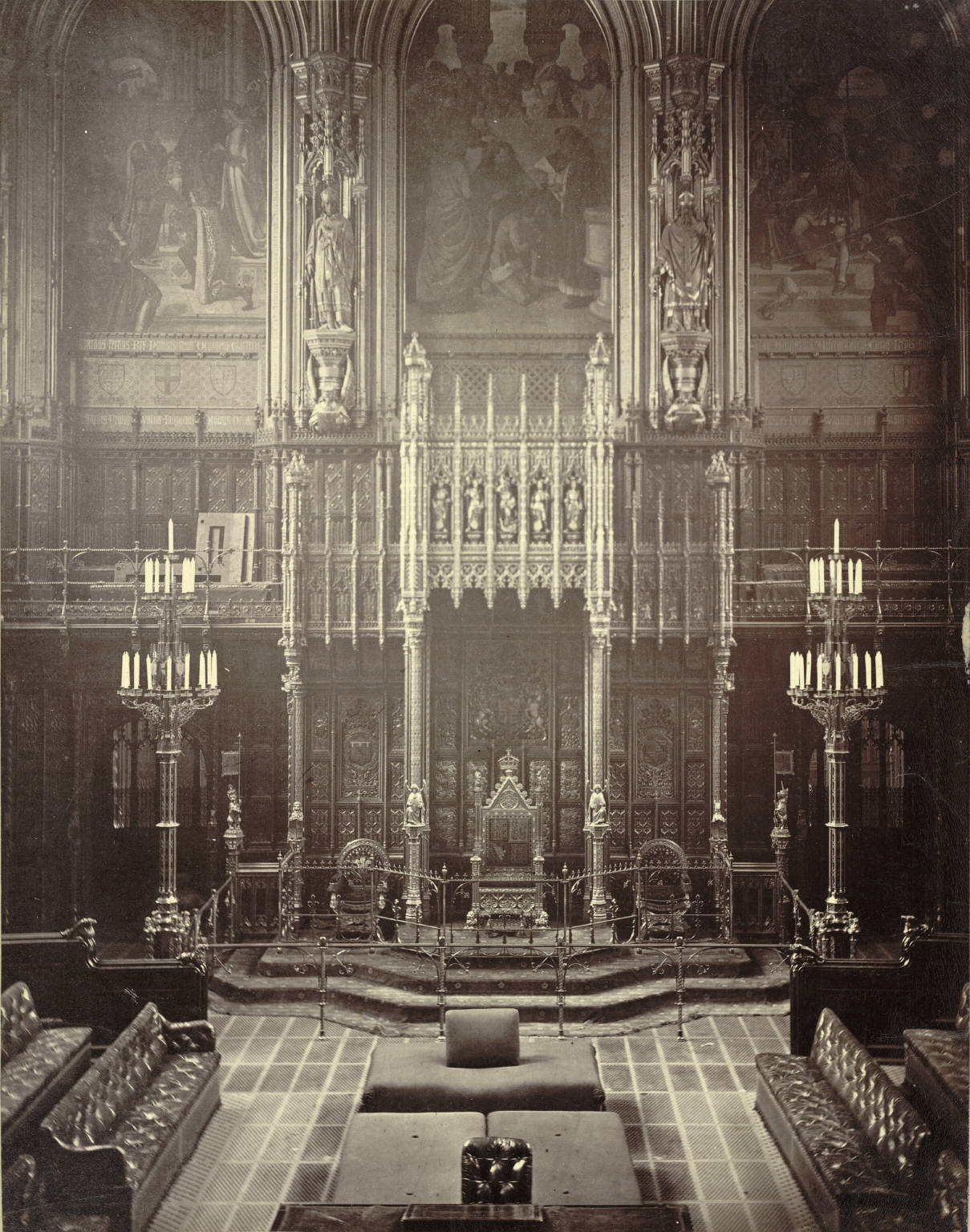
O trono do monarca britânico na Câmara dos Lordes. Deste trono, o monarca lidera algumas das sessões parlamentares, incluindo a Cerimônia de Abertura do Parlamento.

Dentro do Palácio de Westminster, os lordes tomam assento na House of Lords Chamber. É um salão luxuosamente decorado, bem mais pródigo que os aposentos da Câmara dos Comuns. Os bancos dos lordes são pintados de vermelho, por isso às vezes a Câmara dos Lordes é chamada de Câmara Vermelha.  Uma bancada fica na frente da Câmara; os lordes da situação sentam-se à sua direita, enquanto a oposição senta-se à esquerda. Os membros neutros, conhecidos como cross-benchers ("entrebancos"), sentam-se frente à bancada.
A Câmara dos Lordes é o local de muitas cerimônias formais, sendo a mais famosa a Abertura do Parlamento, realizada no começo de cada nova sessão parlamentar. Durante a Abertura do Parlamento, o soberano (rei ou rainha) senta-se no trono na Câmara dos Lordes e, na presença das duas câmaras do Parlamento, pronuncia um discurso esboçando a agenda do governo para a sessão parlamentar que se inicia.
Na Câmara dos Lordes os membros não precisam ser reconhecidos pelo presidente da câmara antes de falar, como é feito na Câmara dos Comuns. Se dois ou mais lordes se levantarem simultaneamente para falar a câmara decide quem deve ser ouvido primeiro por aclamação, ou, se necessário, votando em uma moção. Frequentemente, entretanto, o líder da câmara sugere uma ordem, que geralmente é seguida. Os discursos na Câmara dos Lordes são dirigidos à câmara como um todo (geralmente começando com as palavras "meus lordes") no lugar de apenas ao presidente da câmara (como  é comum na câmara baixa). Os membros não podem referir-se uns aos outros na segunda pessoa, usando apenas formas na terceira pessoa (como "o nobre duque, o nobre lorde, etc.).
Cada membro pode fazer não mais que um discurso por moção, exceto por quem propôs a moção que pode fazer um discurso no começo do debate e outro no fim. Os discursos não estão sujeitos a qualquer limite de tempo; entretanto, a câmara pode pôr fim a um discurso aprovando uma moção do tipo "que o nobre lorde não seja mais ouvido". É também possível para a câmara encerrar completamente o debate, aprovando uma moção "que a questão seja posta agora". Este procedimento é conhecido como encerramento, e é extremamente raro.
Uma vez que todos os discursos de uma moção acabam, ou o encerramento é invocado, a moção pode ser posta em votação. A câmara primeiro vota oralmente;o Lorde Chanceler ou o porta-voz expõe a questão, e os lordes respondem "Content" (se a favor da moção) ou "Not-Content" (contra a moção). O presidente da câmara anuncia então o resultado, mas se sua avaliação for questionada por qualquer lorde, segue-se uma votação registrada conhecida como divisão. Os membros da casa aderem a um dos dois lobbies(o lobby "Content" ou o lobby "Not-Content") que se agrupam em lados opostos da Câmara onde seus nomes são registrados por mesários. Para cada lobby ficam disponíveis dois mesários (eles próprios lordes da câmara) que contam os votos. O lorde chanceler ou o Porta-Voz pode votar da bancada. Uma vez concluída a divisão, os declarantes fornecem os resultados ao presidente, que os anuncia então à Câmara. Se houver empate, a moção é decidida de acordo com os seguintes princípios: a legislação pode prosseguir na sua forma atual, a menos que haja uma maioria a favor de sua rejeição ou de uma emenda; qualquer outra moção é rejeitada, a menos que haja uma maioria a favor de suas aprovações. O quorum mínimo da Câmara dos Lordes é de apenas três membros para uma votação geral ou de procedimento, e 30 membros para uma votação de legislação. Se menos de três ou 30 membros (como apropriado) estiverem presentes, a divisão não é válida.

## Composição
| Partido | Partido                       | Ideologia          | Espectro        | Mandatos  |
| ------- | ----------------------------- | ------------------ | --------------- | --------- |
|         | Partido Conservador           | Conservadorismo    | Centro-direita  | 257 / 792 |
|         | Partido Trabalhista           | Social-democracia  | Centro-esquerda | 177 / 792 |
|         | Cross-benchers                | -                  | -               | 181 / 792 |
|         | Liberal Democratas            | Liberalismo        | Centro          | 87 / 792  |
|         | Independente                  | -                  | -               | 53 / 792  |
|         | Bispos                        | -                  | -               | 26 / 792  |
|         | Partido Unionista Democrático | Unionismo          | Direita         | 5 / 792   |
|         | Partido Unionista do Ulster   | Unionismo          | Centro-direita  | 2 / 792   |
|         | Partido Verde                 | Ecologismo         | Esquerda        | 2 / 792   |
|         | Plaid Cymru                   | Nacionalismo Galês | Centro-esquerda | 1 / 792   |